# Dicranomyia (Euglochina) novaeguineae
Dicranomyia (Euglochina) novaeguineae is een tweevleugelige uit de familie steltmuggen (Limoniidae). De soort komt voor in het Australaziatisch gebied.